# نانسی آن دپارل
نانسی آن دپارل (انگلیسی: Nancy-Ann DeParle؛ زادهٔ ۱۷ دسامبر ۱۹۵۶) سیاست‌مدار اهل ایالات متحده آمریکا است.
وی همچنین برندهٔ جوایزی همچون بورسیه رودز شده‌است.